# 野方 (中野区)
野方（のがた）は、東京都中野区の地名。現行行政地名は野方一丁目から野方六丁目。住居表示実施済区域。

## 地理
中野区の中央部よりやや北側に位置し、早稲田通りから新青梅街道まで、環七通りの東沿（妙正寺川以北では西沿も含まれる）に南北に長い町域を持つ。
東部は中野区新井と沼袋に接する。北部は新青梅街道に接し、これを境に中野区丸山となる。西部は中野区大和町・若宮・鷺宮にそれぞれ接している。南部は中野区中野に接しており、杉並区高円寺北にも接している。野方二丁目と野方三丁目の間を妙正寺川が流れている。また、野方一丁目と野方二丁目では、西部の大和町との境目に、野方三丁目から野方六丁目では地域を縦貫する形で環七通りが通っている。地域内の多くは住宅地からなる。また、野方駅周辺には商店街が形成されている。

### 地価
住宅地の地価は、2025年（令和7年）1月1日の公示地価によれば、野方2-43-5の地点で52万7000円/m2、野方4-40-19の地点で51万3000円/m2となっている。

## 歴史
- 1920年（大正9年）5月30日 - 東京市結核療養所が開設[6]。

## 世帯数と人口
2023年（令和5年）1月1日現在（東京都発表）の世帯数と人口は以下の通りである。
| 丁目       | 世帯数     | 人口     |
| ---------- | ---------- | -------- |
| 野方一丁目 | 3,132世帯  | 4,937人  |
| 野方二丁目 | 2,952世帯  | 4,999人  |
| 野方三丁目 | 1,575世帯  | 2,505人  |
| 野方四丁目 | 2,087世帯  | 3,269人  |
| 野方五丁目 | 1,423世帯  | 2,173人  |
| 野方六丁目 | 2,124世帯  | 3,193人  |
| 計         | 13,293世帯 | 21,076人 |

### 人口の変遷
国勢調査による人口の推移。
| 年                 | 人口   |
| ------------------ | ------ |
| 1995年（平成7年）  | 19,797 |
| 2000年（平成12年） | 20,020 |
| 2005年（平成17年） | 20,084 |
| 2010年（平成22年） | 20,881 |
| 2015年（平成27年） | 21,095 |
| 2020年（令和2年）  | 22,017 |

### 世帯数の変遷
国勢調査による世帯数の推移。
| 年                 | 世帯数 |
| ------------------ | ------ |
| 1995年（平成7年）  | 10,399 |
| 2000年（平成12年） | 10,995 |
| 2005年（平成17年） | 11,476 |
| 2010年（平成22年） | 12,535 |
| 2015年（平成27年） | 12,821 |
| 2020年（令和2年）  | 13,473 |

## 学区
区立小・中学校に通う場合、学区は以下の通りとなる（2024年4月現在）。
| 丁目       | 番地                                             | 小学校                 | 中学校             |
| ---------- | ------------------------------------------------ | ---------------------- | ------------------ |
| 野方一丁目 | 1〜35番 43〜48番                                 | 中野区立平和の森小学校 | 中野区立中野中学校 |
| 野方一丁目 | 36〜42番 49〜58番                                | 中野区立啓明小学校     | 中野区立明和中学校 |
| 野方二丁目 | 34〜69番                                         | 中野区立啓明小学校     | 中野区立明和中学校 |
| 野方二丁目 | 16〜22番                                         | 中野区立平和の森小学校 | 中野区立中野中学校 |
| 野方二丁目 | 1〜15番 23〜33番                                 | 中野区立平和の森小学校 | 中野区立緑野中学校 |
| 野方三丁目 | 1〜19番 27番                                     | 中野区立平和の森小学校 | 中野区立緑野中学校 |
| 野方三丁目 | 20〜26番 28〜30番                                | 中野区立北原小学校     | 中野区立緑野中学校 |
| 野方四丁目 | 21〜24番 46番                                    | 中野区立北原小学校     | 中野区立緑野中学校 |
| 野方四丁目 | 1〜20番 25〜45番                                 | 中野区立緑野小学校     | 中野区立緑野中学校 |
| 野方五丁目 | 6番 7番1〜5号 7番18〜23号 7番（野方団地） 8〜9番 | 中野区立啓明小学校     | 中野区立明和中学校 |
| 野方五丁目 | 1〜5番 7番6〜17号 10〜35番                       | 中野区立北原小学校     | 中野区立緑野中学校 |
| 野方六丁目 | 全域                                             | 中野区立北原小学校     | 中野区立緑野中学校 |

## 交通

### 道路
- 東京都道318号環状七号線（環七通り）
- 東京都道440号落合井草線（新青梅街道）
- 東京都道・埼玉県道25号飯田橋石神井新座線（早稲田通り）
- 丸山陸橋 - 環七通りと新青梅街道の交点
- 野方陸橋 - 環七通りと西武新宿線の交点
- 大和陸橋 - 環七通りと早稲田通りの交点

### 鉄道
- 西武新宿線 - 野方駅

この他、中野駅、高円寺駅、練馬駅へは路線バスが多く出ており、そちらを利用することも出来る。

### バス
町域内のバスは主に関東バスによって運行され、その他国際興業バスと都営バスが、羽田空港とは東京空港交通の路線が利用可能である。

#### 停留所
利用可能な停留所は以下の通りである。多くが隣接町域との境界に位置している。
- 環七

大場通り、野方二丁目、八幡前、野方駅入口、野方駅北口、野方消防署
- 早稲田通り

東京警察病院北門前、大新横丁
- その他

野方駅、野方三丁目、中野工科高校前、平和の森小学校（旧宮坂醸造前）、野方一丁目
野方駅の名を冠す停留所が3カ所あるが、「野方駅」は駅南口より200mほど南に行った商店街の入口に、「野方駅北口」は野方陸橋北側の環七側道に、「野方駅入口」は野方陸橋南側の環七側道（野方駅への分岐）にある。2011年11月以前は野方駅は「野方」、野方駅入口は「野方駅南口」で、都バスのみ旧名称を使用している。

## 事業所
2021年（令和3年）現在の経済センサス調査による事業所数と従業員数は以下の通りである。
| 丁目       | 事業所数  | 従業員数 |
| ---------- | --------- | -------- |
| 野方一丁目 | 99事業所  | 751人    |
| 野方二丁目 | 57事業所  | 232人    |
| 野方三丁目 | 59事業所  | 359人    |
| 野方四丁目 | 72事業所  | 514人    |
| 野方五丁目 | 223事業所 | 1,243人  |
| 野方六丁目 | 152事業所 | 856人    |
| 計         | 662事業所 | 3,955人  |

### 事業者数の変遷
経済センサスによる事業所数の推移。
| 年                 | 事業者数 |
| ------------------ | -------- |
| 2016年（平成28年） | 693      |
| 2021年（令和3年）  | 662      |

### 従業員数の変遷
経済センサスによる従業員数の推移。
| 年                 | 従業員数 |
| ------------------ | -------- |
| 2016年（平成28年） | 3,695    |
| 2021年（令和3年）  | 3,955    |

## 施設
- サンクリバージュ野方学生館[16]

1995年の竣工。オーナーは岸宏昭。岸家は代々野方の地主で、『日本紳士録』では「岸新太郎、岸喜一、岸當太郎」などが紹介されている。
- 東京都立中野工科高等学校（野方3-3-5）
- のがたクリニック（旧中野病院・野方1-40-1）
- 野方図書館（野方3-17）
- 野方WIZ（野方5-2）
- 野方地域センター（1F）
- 野方五郵便局（2F）
- 東山老人会館（野方4-41）
- 野方老人会館（野方2-29）
- 野方駅前交番
- 東山公園
- 野方第2公園
- 野方第1公園
- たんぽぽ公園
- こまどり公園

### 廃止・閉鎖施設
- 中野区立第六中学校 - 廃校により閉鎖。丸山の区立第十一中学校と統廃合･新たに緑野中学校となる。

## 野方と付く公共施設（町域外）
カッコ内は実際の住所。
- 野方消防署（丸山2-21）
- 野方警察署（中野4）
- NTT野方ビル（新井2）

## 野方が登場する作品
- 海辺のカフカ（村上春樹）
- フルメタルパニック（同情できない四面楚歌?「追憶のイノセント」）
- アジアの隼（黒木亮）
- 仁義の墓場（深作欣二）

## その他

### 日本郵便
- 郵便番号 : 165-0027[3]（集配局 : 中野北郵便局[19]）。